# The Cocoanuts
Los cuatro cocos (The Cocoanuts en el original) es el primer largometraje de los hermanos Marx, producido por Paramount Pictures en 1929. Es una comedia musical protagonizada por los cuatro hermanos Marx (Chico, Groucho, Harpo y Zeppo), Oscar Shaw, Mary Eaton y Margaret Dumont. Producida por Walter Wanger y dirigida por el francés Robert Florey y Joseph Stanley, es la adaptación a la gran pantalla de la obra de Broadway del mismo nombre de George S. Kaufman, también interpretada por los Marx. Escrita por Morrie Ryskind, es uno de los primeros ejemplos de adaptación de una obra musical al nuevo medio, y como tal adolece de los frecuentes fallos de sonido de las primeras películas sonoras.
Cinco de las canciones de la película fueron compuestas por Irving Berlin, incluyendo "When My Dreams Come True", interpretada por Oscar Shaw y Mary Eaton.

## Grabación
La productora tuvo que usar varias cámaras para grabar algunas escenas (algo poco habitual en la época) debido a las improvisaciones de los actores.

## Argumento
Hammer (Groucho Marx) es el dueño de un hotel de Florida. El hotel va realmente mal, no hay casi clientes. Para aliviar la situación económica Hammer decide vender unos terrenos. Pero la situación se complica ante la llegada de Harpo y Chico, dos individuos que ocasionarán el caos, pero que intentarán ayudar a encontrar un collar muy valioso que ha sido robado en una habitación del hotel. Además Bob (Oscar Shaw), un cliente del hotel, está enamorado de Polly, pero la madre de la chica, Mrs Potter (Margaret Dumont), no aprueba el noviazgo de su hija.

## Reparto
- Groucho Marx como Sr. Hammer.
- Harpo Marx como Harpo.
- Chico Marx como Chico.
- Zeppo Marx como Jamison.
- Margaret Dumont como Sta. Potter
- Oscar Shaw como Robert 'Bob' Adams.
- Cyril Ring como Harvey Yates.
- Kay Francis como Penelope.
- Mary Eaton como Polly Potter.
- Basil Ruysdael como Detective Hennessey.